# Idiocerus varians
Idiocerus varians är en insektsart som beskrevs av Hamilton 1980. Idiocerus varians ingår i släktet Idiocerus och familjen dvärgstritar. Inga underarter finns listade i Catalogue of Life.